# Jaromír Obzina

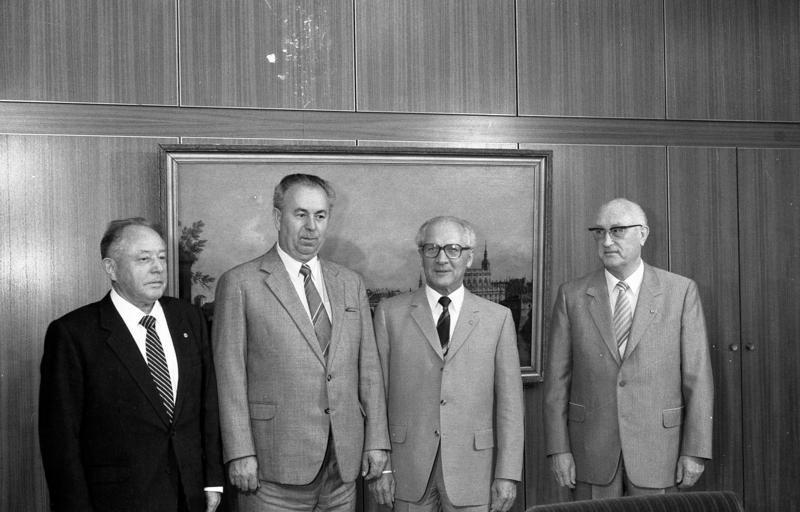
Jaromír Obzina (2.v.L.) 1983 in Ost-Berlin mit Erich Mielke, Erich Honecker und Friedrich Dickel

Jaromír Obzina (* 22. Mai 1929 in Brodek; † 24. Januar 2003 in Prag) war ein kommunistischer Funktionär und tschechoslowakischer Politiker.

## Leben
Obzina trat 1947 der  Kommunistischen Partei der Tschechoslowakei bei und absolvierte zwischen 1953 und 1956 ein Studium an der Parteihochschule der KPdSU. 1971 wurde er zum Abgeordneten der Bundesversammlung (Federální shromáždění) gewählt und gehörte diesem bis 1989 an.
Im März 1973 wurde er zum Innenminister in der Regierung Lubomír Štrougal II ernannt und hatte diese Funktion bis Juni 1983 in den Regierungen Štrougal III und Štrougal IV inne. Zu seinen Amtsbereich gehörte dabei auch der Staatssicherheitsdienst (Státní bezpečnost, SB). Anschließend war er von Juni 1983 bis zum 3. Dezember 1989 Vizeministerpräsident in den Regierungen Štrougal IV, Štrougal V und Štrougal VI sowie Regierung Ladislav Adamec. Zwischen Juni 1986 und Oktober 1988 war er als solcher auch Vorsitzender der Staatskommission für Zukunftstechnologie und Investitionsentwicklung (Státní komise pro vědeckotechnický a investiční rozvoj).
Nach dem Zusammenbruch des Kommunismus und der Auflösung der Tschechoslowakei wurde gegen ihn 2001 Anklage wegen Machtmissbrauch aufgrund seiner Beteiligung als Innenminister an Maßnahmen gegen politische Dissidenten während der Jahre 1978 und 1984. Die unter dem Decknamen "Operation Reinigung" (Akce Asanace) durchgeführten Maßnahmen gegen rund 50 Dissidenten, insbesondere den Unterzeichnern der Petition gegen die Menschenrechtsverletzungen Charta 77, beinhalteten Drohungen und harte Vernehmungen, um diese einzuschüchtern und zum Verlassen des Landes zu veranlassen. Aus Angst um ihr Leben baten rund zwanzig Dissidenten die kommunistischen Behörden um eine Ausreiseerlaubnis, nachdem ihnen zuvor die tschechoslowakische Staatsangehörigkeit aberkannt wurde, um ihnen auf Dauer eine Rückkehr in die ČSSR zu verwehren. Die Strafverfolgung von Obzina wurde schließlich 2002 eingestellt, nachdem ein Gericht eine Untersuchung angeordnet hatte, ob er wegen seiner damaligen Parlamentszugehörigkeit Politische Immunität genieße.
Obzina verstarb wenige Monate nach dieser Entscheidung.